# Горбанд
Горбанд (дари غوربند) — река в Афганистане, протекающая по территории провинции Парван. Правый и самый крупный приток реки Панджшер (бассейн Кабула), впадающий в него в районе Махмудраки.
Длина — 125 км, по прямой 99 км. Площадь водосбора — 4860 км². Абсолютная высота истока — 3500 м, высота устья — 1475 м. Средний расход воды — 28,3 м³/с (у села Пулиашива).
У Чарикара до выхода Горбанда из долины с обеих сторон принимает 24 крупных притока берущее начало на высотах свыше 3800 м. К востоку от Чарикара водами Горбанда орошаются обширные долины.
| Средний расход воды (м³/с) реки Горбанд по месяцам с 1959 по 1980 гг. (замеры производились на гидрологическом посту на станции «Пулиашива») |